# 旃檀寺 (石家庄)
旃檀寺是位于中国河北省石家庄市石家庄高新技术产业开发区留村乡留村的一座汉传佛教寺院。旃檀寺是石家庄市最古老的寺院之一。

## 历史
旃檀寺位于东开发区留村，南临长江大道，西距天山海世界200米。旃檀寺现存石碑显示，旃檀寺始建于隋朝，此后历代多有修葺。已出土的有清朝顺治、嘉庆、道光以及中华民国年间重修旃檀寺的石碑。民国十四年（1925年）重修旃檀寺的石碑记载，当时旃檀寺香火兴旺，捐资者中有来自北京、天津的商户，还有一位捐资者是“直鲁豫巡阅署参议朱向宸中将”。
据村民介绍，在中华民国时期，旃檀寺尚保存完好，据说其建筑格局和正定县隆兴寺（大佛寺）相同，仅规模略小。该寺钟楼敲钟时，越远听到的声音越大，声音可传20里。敲钟时，正定县隆兴寺（大佛寺）的大钟也会发生共鸣。旃檀寺后殿的东、西耳房为僧众居住的寮房，两间耳房隔着后殿，分别在两间耳房里对着东、西墙说话，互相可听清。
旃檀寺建筑大部分毁于文化大革命时期。当时，一些村民将佛像、石碑等文物偷偷埋在地下。
2004年，长江大道进行拓宽时，大量文物出土，其中经石家庄市文物局认定的文物共17件，石家庄市文物局要求留村村委会妥善保管。后来，留村村民在附近又挖出了三尊佛、菩萨像，被认定为明代造像，但佛头均未找到，便请人重新雕制了佛头。几位村民称，有一尊一米多高的佛头在留村西侧的大水坑中，但淤埋多年不容易寻找，其他两尊佛头也应埋得不远，另外一定尚有其他文物埋在地下。
2007年夏，院子内摆放的一尊汉白玉佛像遭盗贼在夜间盗走，只余底座，此案一直未破。为此，留村委托部分村里的退休干部成立了“旃檀寺文物保护委员会”，无偿看护该寺文物。

## 建筑
旃檀寺原址处如今散落着石碑、赑屃、柱础、石磨、石臼，简易搭建的一座大殿里供奉着佛像、菩萨像，像背后刻有“大明国直隶省真定县”。
院子里，有一座更古老的佛像底座，汉白玉质地，已经风化。底座上的佛像已经于2007年被盗，下落不明。